# 2001-es magyar birkózóbajnokság
A 2001-es magyar birkózóbajnokság a kilencvennegyedik magyar bajnokság volt. Ebben az évben női szabadfogásban csak 46, 56, 62, 68 és 75 kg-ban rendeztek bajnokságot. A férfi kötöttfogású bajnokságot június 9-én rendezték meg Kecskeméten, a férfi szabadfogású bajnokságot március 10-én Budapesten, a csepeli sportcsarnokban, a női szabadfogású bajnokságot pedig március 25-én szintén Budapesten, a csepeli sportcsarnokban.

## Eredmények

### Férfi kötöttfogás
| Versenyszám | Arany                                      | Arany | Ezüst                                 | Ezüst | Bronz                                  | Bronz |
| ----------- | ------------------------------------------ | ----- | ------------------------------------- | ----- | -------------------------------------- | ----- |
| 54 kg       | Oláh Tibor BVSC-Ganz                       |       | Hamzók József Kalocsa SE              |       | Kollár Norbert Vasas SC                |       |
| 58 kg       | Majoros István Kecskeméti TE               |       | Bóna László Vasas SC                  |       | Kincses János Csepeli BC               |       |
| 63 kg       | Füredy Levente BVSC-Ganz                   |       | Nagy Balázs Dunaferr SE               |       | Kárász Roland Bócsai DSK               |       |
| 69 kg       | Koleszár Gábor Kecskeméti TE-Kaposvári NSE |       | Hirbik Csaba Vasas SC                 |       | Horváth András Kecskeméti TE           |       |
| 76 kg       | Berzicza Tamás Kecskeméti TE               |       | Puksa Ferenc Dorogi SZSE              |       | Palásti Tibor Ferencvárosi TC          |       |
| 85 kg       | Bárdosi Sándor BVSC-Ganz                   |       | Kismóni János Vasas SC                |       | Ritter Árpád Csepeli BC                |       |
| 97 kg       | Kaló Béla Ferencvárosi TC                  |       | Kiss Tamás Kecskeméti TE-Orosházi MTK |       | Németh Miklós Újpesti TE-Bp. Spartacus |       |
| 130 kg      | Deák Bárdos Mihály Vasas SC                |       | Branda Gyula BVSC-Ganz                |       | Aubéli Ottó Csepeli BC                 |       |

### Férfi szabadfogás
| Versenyszám | Arany                                 | Arany | Ezüst                                  | Ezüst | Bronz                                 | Bronz |
| ----------- | ------------------------------------- | ----- | -------------------------------------- | ----- | ------------------------------------- | ----- |
| 54 kg       | Dobozi Zoltán Csepeli BC              |       | Majer Roland Kecskeméti TE             |       | Szarka Imre Túrkevei VSE-Szolnoki MÁV |       |
| 58 kg       | Bánkuti Zsolt Csepeli BC              |       | Szatmári Zsolt BVSC-Ganz               |       | Kiss Károly Szegedi VSE               |       |
| 63 kg       | Dencsik István Vasas SC               |       | Papp Tibor Csepeli BC                  |       | Szabó Gergő Vasas SC                  |       |
| 69 kg       | Wöller Gergő Vasi Volán SE            |       | Hatos Gábor Haladás VSE                |       | Elekes Endre Kalocsa SE               |       |
| 76 kg       | Ritter Árpád Csepeli BC               |       | Jeszenszky László Orosházi MTK         |       | Martin Gábor Vasas SC                 |       |
| 85 kg       | Kiss Tamás Kecskeméti TE-Orosházi MTK |       | Molnár Bálint Ferencvárosi TC          |       | Kapuvári Gábor Vasas SC               |       |
| 97 kg       | Rozbora Norbert Vasas SC              |       | Farkas Zoltán BVSC-Ganz                |       | Kismóni János Vasas SC                |       |
| 130 kg      | Aubéli Ottó Csepeli BC                |       | Németh Miklós Újpesti TE-Bp. Spartacus |       | Branda Gyula BVSC-Ganz                |       |

### Női szabadfogás
| Versenyszám | Arany                                                    | Arany | Ezüst                                       | Ezüst | Bronz                                               | Bronz |
| ----------- | -------------------------------------------------------- | ----- | ------------------------------------------- | ----- | --------------------------------------------------- | ----- |
| 46 kg       | Berki Emese Kazincbarcikai Don Bosco SE                  |       | Bene Erzsébet Kazincbarcikai Don Bosco SE   |       | Szappanosné Galamb Krisztina Sátoraljaújhelyi Előre |       |
| 56 kg       | Sastin Marianna Mosonmagyaróvári Delta SE                |       | Godó Kitti Ferencvárosi TC                  |       | Lukács Ferencvárosi TC                              |       |
| 62 kg       | Klein Veronika Ferencvárosi TC-Mosonmagyaróvári Delta SE |       | Körtély Csilla Soltvadkerti TE              |       | –                                                   |       |
| 68 kg       | Vid Gabriella Újpesti TE-Bp. Spartacus                   |       | Bakács Andrea Esztergomi BSE-Vasas SC       |       | –                                                   |       |
| 75 kg       | Nyitrai Adrienn Jászapáti VSE                            |       | Barankai Angéla Kazincbarcikai Don Bosco SE |       | –                                                   |       |